# 乗阿
乗阿（じょうあ、天文9年（1540年）- 元和5年7月19日（1619年8月28日））は、戦国時代から江戸時代前期にかけての時宗の僧・歌人。号は一華堂。甲斐国の出身で、甲斐国の武将武田信虎の猶子となる。
1547年（天文16年）駿河国長善寺の体光について学び、長善寺の住持を継いだという。その後上洛して連歌師の里村紹巴と交流し、また公家三条西公条・三条西実澄から『源氏物語』『伊勢物語』『古今和歌集』などを学んだ。1602年（慶長7年）最上義光の連歌師として山形に招かれる。後に京の七条道場金光寺に戻り、1605年（慶長10年）には後陽成天皇に進講している。